# Batrachoides pacifici
Crapaud du Pacifique
Espèce
Synonymes
- Batrachus pacifici Günther, 1861 (protonyme)

Statut de conservation UICN

LC : Préoccupation mineure
Batrachoides pacifici, le Crapaud du Pacifique, est une espèce de poissons de la famille des Batrachoididae et du genre Batrachoides, endémique de l'Est de l'océan Pacifique.

## Distribution
B. pacifici est endémique de l'Est de l'océan Pacifique, présent du sud du Costa Rica jusqu'au sud du Pérou. Il se retrouve le long des côtes.

## Écologie

### Environnement
Cette espèce évolue en milieu marin dans l’océan Pacifique, depuis la zone du canal du Panama jusqu’au nord du Pérou. Même si ce n’est pas son milieu de prédilection, il a été observé qu’il pouvait également parfois rejoindre des eaux douces (Rivière Mamomi, Panama)[réf. nécessaire].

### Caractères morphologiques
B. pacifici est la plus grande espèce de taille moyenne de Batrachoides : sa taille maximale est de 28,6 cm. Il présente une squamation de la tête modérée qui s’étend que jusqu’au canal supra temporal. Il porte un nombre modéré de pores latéraux, de rayons de nageoires, de vertèbres (environ 35) et un nombre modérément haut de glandes de la nageoire pectorale. Il est très semblable à Batrachoides gilberti, qu’on retrouve dans l’ouest de l’Atlantique, au niveau de la taille du corps, de la taille des yeux, de la squamation de la tête et de la plupart des autres caractères. Cependant il possède significativement plus de glandes de nageoire pectorale et beaucoup moins de dents.

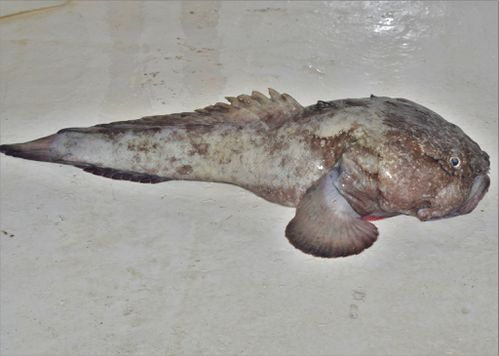
Vu de profil.
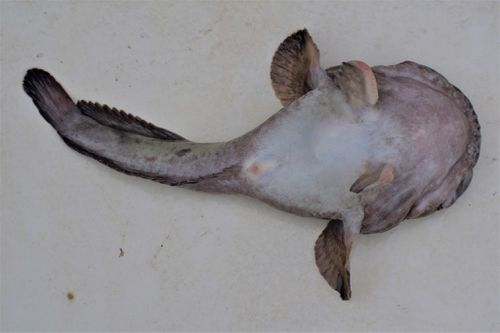
Vu du dessous.
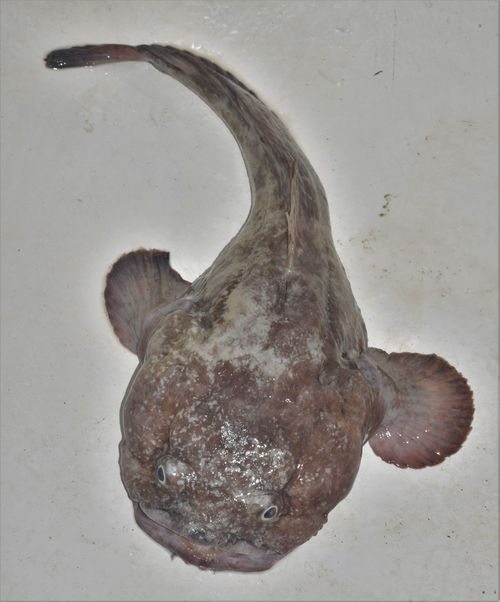
Vu du dessus.
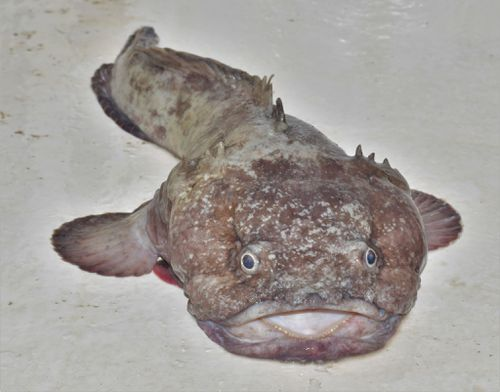
Vu de face.

### Reproduction
Les mâles présentent des testicules mûrs lorsqu’ils atteignent les 21,6 cm (taille maximale : 28,6 cm) tandis qu’une femelle de 20 cm environ est mûre et porte 202 œufs de 3,5 à 5 mm de diamètre.

### Régime alimentaire
Les habitudes alimentaires de cette espèce ont été étudiés en analysant le contenu de l’intestin de cinq individus de 12 à 25 cm. Les intestins des cinq individus contenaient différentes espèces de crabes. 

## Systématique
Le nom scientifique complet (avec auteur) de ce taxon est Batrachoides pacifici (Günther, 1861).
L'espèce a été initialement classée dans le genre Batrachus sous le protonyme Batrachus pacifici, par l'ichtyologiste britannique d'origine allemande Albert Günther, en 1861.
Ce taxon porte en français le noms vernaculaire ou normalisé suivant : « Crapaud du Pacifique »,.

## Utilisation par l'Homme
Cette espèce est exploitée dans des pêcheries mineures, sans que ce soit considéré comme une cause de déclin de la population. Elle est utilisée depuis l'époque précolombienne comme source de nourriture par les peuples indigènes d'Amérique centrale.